# Де Соуса, Мэй
Мэй Де Соуса (англ. May De Sousa; 6 ноября 1884 — 8 августа 1948) — американская певица и актриса Бродвея.

## Биография
Была дочерью чикагского полицейского детектива Джона Де Соусы (1856—1941) и его жены Карри (1861—1910). Также она имела младшего брата Марвина Де Соуса (1891—1921).
Впервые слава пришла к ней в 1898 году, когда она исполнила балладу Джона Коуглина «Dear Midnight of Love».
В 1913 году Де Соуса объявила о своём банкротстве.
В 1918 году после театральных гастролей по Австралии, Де Соуса завершила свою карьеру, вышла замуж за местного врача и перебралась жить в Шанхай. В 1943 году после двухлетнего пребывания в лагерях для интернированных лиц в Китае, она вернулась в США и устроилась работать уборщицей в чикагской школе. Умерла в благотворительной палате от недоедания в возрасте 63 лет.

## Личная жизнь
Мэй Де Соуса была замужем дважды:
- Итон Артур Хэйнс, биржевой брокер из Нанды, Нью-Йорк[6][7][8]. Они поженились в Харвестроу 24 апреля 1910 года[9] и развелись в 1914 году, по некоторым данным из-за того, что муж её избивал в течение длительного времени[10]. Хэйнс скончался в 1933 году[11].
- Д-р Уильям Э. О’Хара (1879—1941), австралийский хирург[7] . Они встретились в 1918 году, когда Мэй гастролировала по Австралии, и поженились в Мельбурне в 1919, а по другим данным в 1920 году. Скончался в 1941 году[7].